# Скопинцев, Виталий Викторович
Виталий Викторович Скопинцев (род. 3 ноября 1977 года) — российский игрок в хоккей с мячом.

## Карьера
Начал играть в хоккей с мячом в Биробиджане, где его первым тренером стал отец - Виктор Скопинцев, в прошлом игрок биробиджанской «Надежды». 25 ноября 1995 года дебютировал в составе армейцев Хабаровска. 
Чемпион России среди юниоров 1996г. 
Обладатель Кубка России 2002 г.
В 1999 и 2001 гг. включался в список лучших игроков сезона. Всего за хабаровчан провёл 164 игры в чемпионате страны, забив 88 голов. В 54 кубковых встречах забил 20 мячей.
Последние два сезона провёл в «Старте». 